# ريج ويلكينسون
ريج ويلكينسون (26 مارس 1899 في المملكة المتحدة - 14 سبتمبر 1946) (بالإنجليزية: Reginald George Wilkinson)‏ هو لاعب كرة قدم بريطاني في مركز نصف الجناح. لعب مع نورويتش سيتي.